# Blauwtong

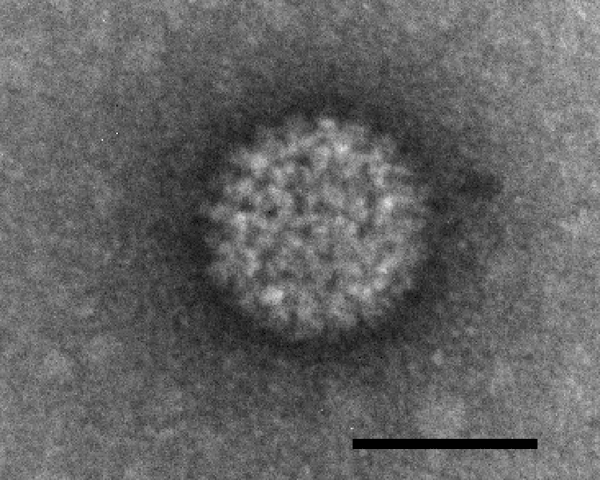
Het blauwtongvirus

Blauwtong is een virusziekte die voornamelijk voorkomt bij schapen. De ziekte is vernoemd naar een van de symptomen die als gevolg ervan kan optreden, namelijk de blauwe tong die dieren kunnen krijgen, wat veroorzaakt wordt door cyanose. Naast schapen kunnen ook rundvee, geiten, dromedarissen, buffels en wilde herkauwers besmet worden met het blauwtongvirus. Blauwtong is niet overdraagbaar op mensen en vormt dus geen bedreiging voor de mens. De verspreiding van blauwtong vindt plaats via een vector; blauwtong is dus een zogenaamde vectorziekte. 
Vanwege de economische schade die de ziekte kan veroorzaken staat blauwtong op de lijst van meldingsplichtige ziekten van de OIE (wereldorganisatie voor diergezondheid).

## Besmetting
Blauwtong is een vectorziekte. Als biologische vectoren voor de verspreiding van blauwtong kunnen vijf verschillende muggensoorten van het geslacht Culicoides dienen, waaronder in Europa C. imicola, in Amerika C. variipennis en in Australië C. brevitarsis. Wanneer dieren besmet zijn met blauwtong en een mug van het geslacht Culicoides het dier steekt, dan wordt de mug drager van het blauwtongvirus. Als deze mug vervolgens een vatbaar dier steekt kan dit dier besmet worden met blauwtong, mits de mug een voldoende hoge dosis virus bij zich draagt. Een met virus besmette mug, bevat in eerste instantie te weinig virus om een dier te kunnen infecteren. Het virus heeft ongeveer twee weken de tijd nodig om zich te vermenigvuldigen in de mug zelf, totdat de mug een voldoende hoge dosis virus bevat. Het virus in een mug repliceert zich alleen bij een omgevingstemperatuur hoger dan 15-20 graden Celsius. Als de besmette muggen eieren leggen kunnen deze eieren besmet zijn met het blauwtongvirus. Het overdragen van het virus door een besmette mug op de volgende generatie muggen maakt het uitroeien van de ziekte zeer moeilijk. Omdat het blauwtongvirus afhankelijk is van muggen voor de verspreiding zijn de uitbraken sterk seizoensgebonden. De meeste uitbraken vinden plaats tijdens warm weer en na regen omdat de muggen dan het actiefst zijn.

## Ziekteverschijnselen
De incubatietijd van blauwtong varieert van 5 tot 20 dagen. Er zijn twee soorten van blauwtong: de acute vorm en de subklinische vorm. Als dieren met de subklinische vorm besmet zijn, vertonen ze geen ziekteverschijnselen. De typische blauwe tong, waaraan de ziekte haar naam dankt, komt overigens maar zelden voor.
De mortaliteit van dieren die zijn besmet met de acute variant kan bij schapen die gevoelig zijn voor de ziekte oplopen tot 10%.
Symptomen:
- verhoogde temperatuur gedurende 6 tot 8 dagen (variatie van 2 tot 11 dagen);
- door temperatuurstijging gaan dieren sneller ademen;
- ontstoken- en verzworen slijmvlies in de bek;
- afbraak van het slijmvlies in de bek;
- opgezwollen en blauwgekleurde tong;
- kreupelheid;
- drachtige dieren kunnen aborteren;
- bij schapen kan breuk van de wolvezels optreden waardoor kaalheid kan ontstaan;
- problemen met de luchtwegen;
- vermagerde dieren;
- binnen 8 tot 10 dagen overlijden de dieren of herstellen ze volledig - sterfte kan echter ook optreden bij dieren die weinig symptomen hebben vertoond;
- bij herstel hebben dieren een duidelijke groei-achterstand en het komt geregeld voor dat ze daarna niet meer vruchtbaar zijn.

Het virus kan lang overleven in de rode bloedcellen van besmette dieren. Daarbij is de overlevingstijd van het virus bij runderen langer dan bij schapen. De Wereldorganisatie voor diergezondheid gaat ervan uit dat deze overlevingstijd tot wel 60 dagen na de besmetting kan zijn.

## Verspreiding
De verspreiding van blauwtong is afhankelijk van het verspreidingsgebied van de knut, de vector (overbrenger) van het virus. De ziekte is waargenomen in Australië, Afrika, Azië, Amerika en Europa. Binnen Europa komt de ziekte voor in Spanje, Griekenland en Italië het gaat dan veelal om de serotypen 1, 2, 4, 8, 9 en 16. In Noordwest-Europa is de Culicoides dewulfi een van de soorten knutten die verantwoordelijk is voor verspreiding van het virus.
In augustus 2006 was er een uitbraak bij schapen en runderen in Nederland, België en Duitsland veroorzaakt door het serotype 8 blauwtongvirus. Dit type kwam tot nu toe niet voor in Europa, maar beperkte zich tot het gebied in Afrika onder de Sahara. Het serotype 8 is een zogenaamde mild pathogene variant, wat inhoudt dat er relatief weinig dieren doodgaan als gevolg van een besmetting.
In Europa waren in 2006 in totaal 2295 besmettingen, waarvan 456 in Nederland. Tot en met op 28 oktober 2006 waren er in België reeds 476 besmettingen geconstateerd. In Duitsland zijn enkele honderden besmettingen geconstateerd. In Frankrijk is melding gemaakt van enkele besmettingshaarden. Ook waren er volgens de Europese Commissie uitbraken in Bulgarije.

### Nederland
In 2007 werden in Nederland meer dan 1.000 uitbraken van het blauwtongvirus geregistreerd. Hierbij ging het om blauwtongvirus serotype 8. Volgens LTO Nederland bedroeg de schade daardoor ongeveer 81 miljoen euro. Om verder economische schade te beperken lieten veel veehouders hun dieren voor het jaar 2008 inenten. Minister van Landbouw Gerda Verburg wilde uitzoeken of blauwtong in Europees verband uitgeroeid kon worden.
Eind oktober 2008 werd in Oost-Nederland voor het eerst een besmetting met blauwtong serotype 6 aangetroffen, een type dat vooral voorkomt in Midden-Amerika en Afrika. Het bestaande vaccinatieprogramma bleek niet effectief tegen dit type blauwtongvirus. Ook in 2023 kwam een uitbraak van blauwtong in Nederland voor, waarbij honderden bedrijven werden getroffen. Ditmaal betrof het een uitbraak van serotype 3, dat niet eerder in Nederland was aangetroffen. In de maanden september en oktober was het warmer dan gemiddeld. Hierdoor bleven de knutten die de ziekte verspreiden langer actief.

### België
Sedert 10 oktober 2023 zijn opnieuw enkele besmettingen vastgesteld, ditmaal van het serotype 3. België verloor hierdoor zijn blauwtongvrije status. In juli 2024 volgde een nieuwe uitbraak, ditmaal met enkele tientallen besmettingen. Het Belgische vilbeluik Rendac meldde eind augustus per week in heel België zo’n 7.500 dieren op te halen die aan de ziekte zijn gestorven.

## Bestrijding
Dieren kunnen tegen besmetting met blauwtong worden gevaccineerd. Besmetting wordt door vaccinatie niet voorkomen, maar dieren worden minder ziek. Tegen knutten wordt geadviseerd herkauwers, varkens en paarden vooral rondom de schemering op te stallen en de stal goed te ventileren. Insecticiden blijken weinig effectief ter preventie van blauwtong.